# Pansarkryssaren Potemkin
Pansarkryssaren Potemkin (ryska: Броненосец Потёмкин) är en sovjetisk stumfilm från 1925 av regissören Sergej Eisenstein. Filmen ses som ett av filmhistoriens mest inflytelserika verk.

## Handling
Filmen skildrar ett delvis verklighetsbaserat skeende från revolutionsåret 1905, då matroser på ett tsarryskt örlogsfartyg gjorde myteri på politiska grunder. Potemkins besättning gjorde uppror och gick över från att ha tjänat inom Svartahavsflottan till att stå på den ryska revolutionens sida. Revolten på Potemkin var den första revolutionära massaktionen inom flottan och armén, och första gången tsaren miste en betydande stridsenhet till revolutionen. 
Dock slutade revolten med nederlag, och matroserna ställdes inför rätta, sändes till straffarbete eller avrättades.

## Produktion
Till tjugoårsjubileet av den första ryska revolutionen fick regissören Sergei Eisenstein 1925 i uppgift att filmatisera myteriet på slagskeppet Potemkin. Scenen på Odessatrappan grundas dock ej på verkliga händelser.

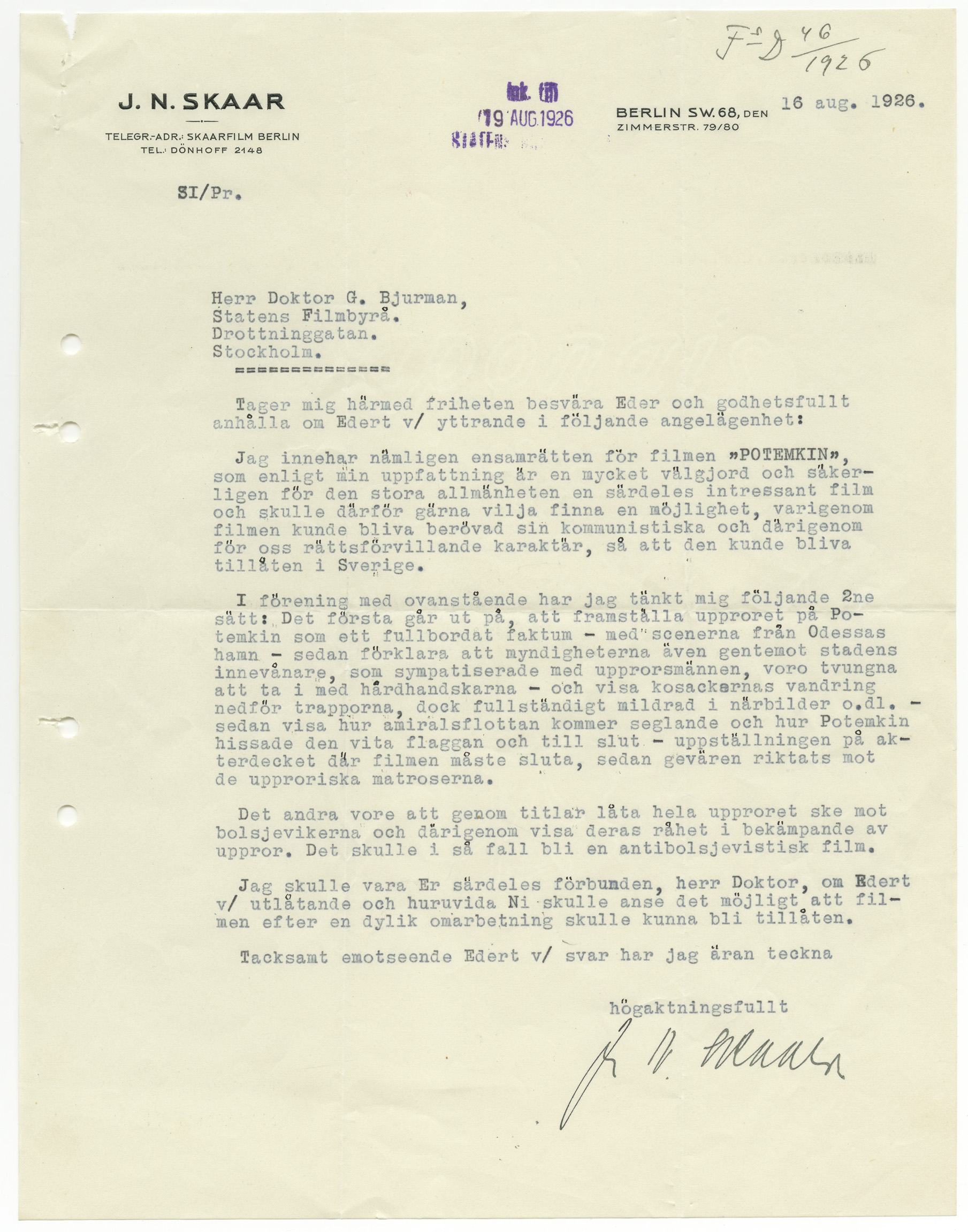
Pansarkryssaren Potemkins svenska distributör skriver till Biografbyrån, som totalförbjudit filmen, angående filmen och dess innehåll

Scenerna med soldaternas stöveltramp nedför trappstegen på Odessas kaj och barnvagnen som rullar genom korselden har bägge plagierats eller återgivits i hyllningsreferenser åtskilliga gånger, exempelvis i filmen De omutbara (1987). Sergej Eisenstein hade själv en biroll i filmen.
Filmen ansågs farlig och var oerhört kontroversiell och våldsam för sin tid och visades därför inte i Sverige förrän på 1950-talet. Först 1952 frisläpptes den av den svenska censuren.

## Odessatrappan

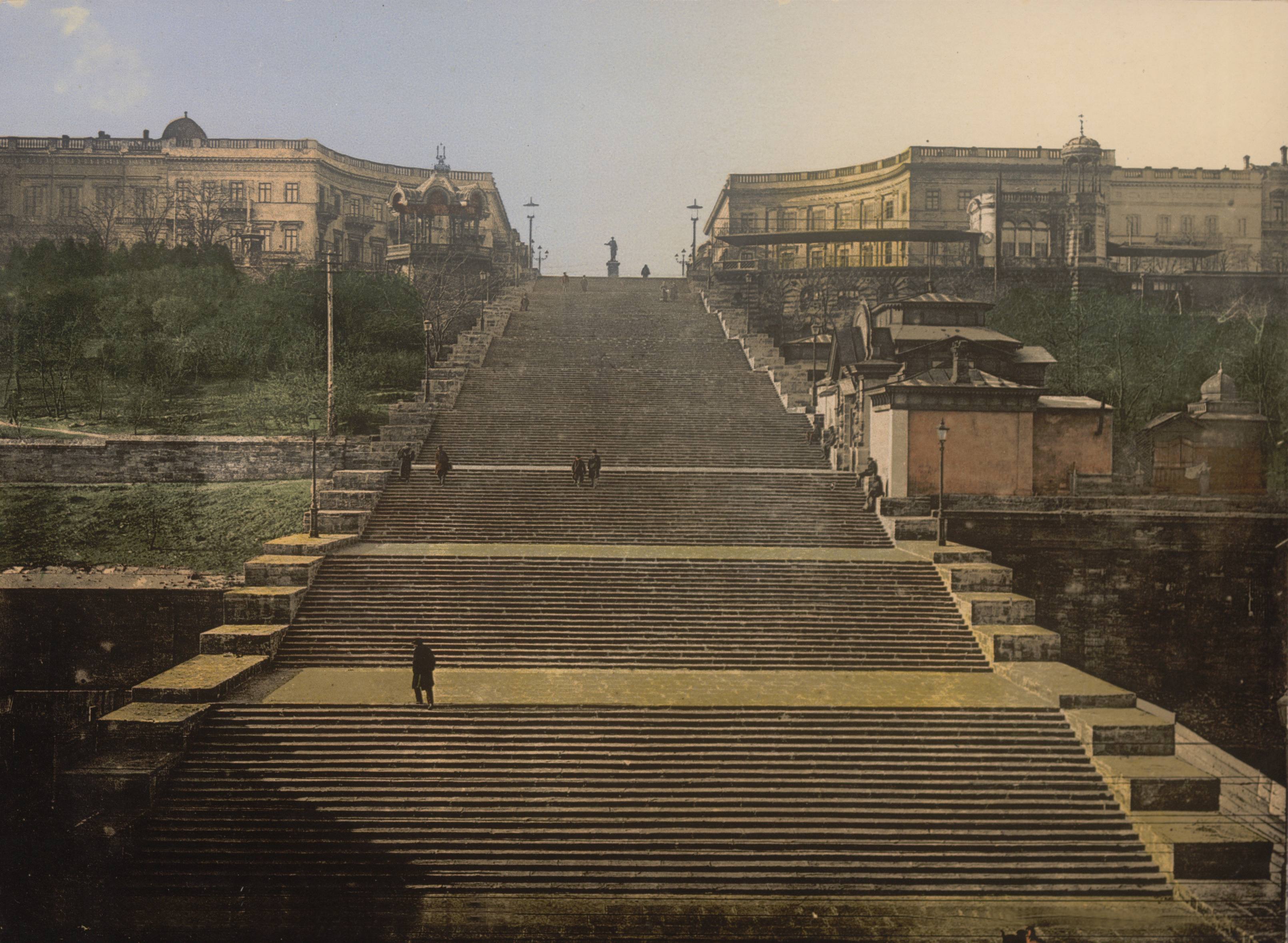
Potemkintrappan.

Odessatrappan används som filmterm för att illustrera Eisensteins teknik. Han skildrar hur flyende människor i flera minuter springer nerför trappan. I verkligheten skulle det inte tagit mer än en halv minut, men Eisenstein drar ut på scenen och bygger upp spänningen genom att klippa växelvis mellan det flyende folket och soldaternas stövlar. Ibland visas någon enstaka person eller detalj under en kort stund, men tyngdpunkten läggs på att skildra helheten.

## Rollista (i urval)
- Aleksandr Antonov – Grigorij Vakulintjuk, en bolsjevikisk sjöman
- Vladimir Barskij – befälhavare Golikov
- Grigorij Aleksandrov – chefsofficer Giljarovskij
- Ivan Bobrov – en ung sjöman
- Michail Gomorov – en militant sjöman
- Aleksandr Ljovsjin – en lägre officer
- Konstantin Feldman – studentagitatorn